# Шибалинский сельский совет
Шибалинский сельский совет (укр. Шибалинська сільська рада) — входит в состав Бережанского района Тернопольской области Украины. Административный центр сельского совета находится в селе Шибалин.
По территории сельсовета протекает река Ценюв, в его пределах также располагается общезоологический заказник Зверинец.

## Населённые пункты совета
- с. Шибалин
- с. Комаровка